# Western Electric Company
Pour les articles homonymes, voir Western Electric.
Western Electric Company (abrégé WE ou WECo) était une compagnie d'ingénierie électrique américaine fondée en 1872 à Chicago. Filiale de production de AT&T entre 1881 et 1995. On lui doit un grand nombre d'innovations techniques et de gouvernance de sociétés industrielles. La Western effectuait également les achats pour les autres filiales de Bell Telephone.

## Historique

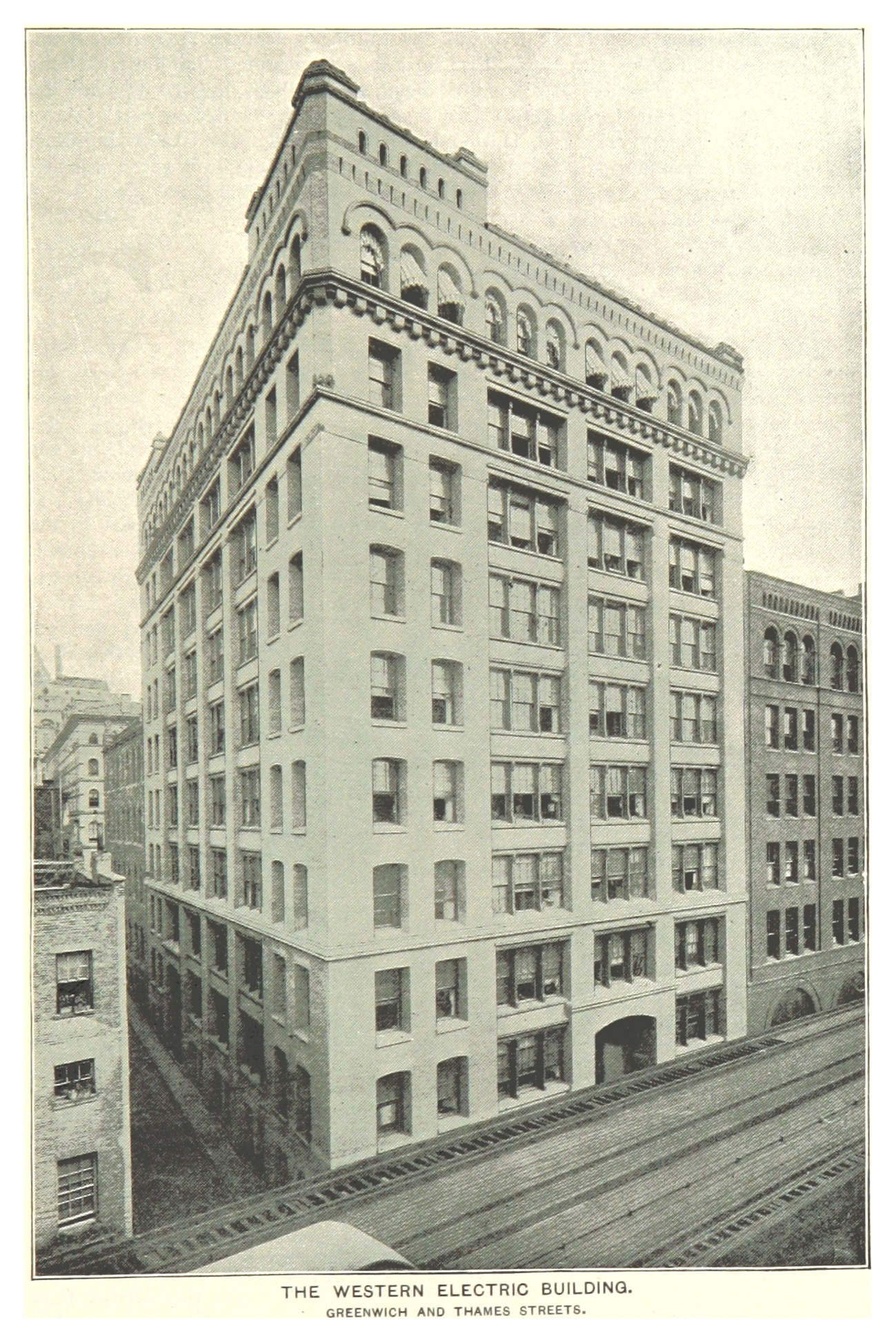
L’immeuble de Western Electric au no 22 de Thames Street (aujourd'hui Greenwich Street), à New York, en 1893.

En 1856, George Shawk avait repris un bureau d'études de Cleveland spécialisé dans les applications de l'électricité. En 1869, il s'associa avec Enos M. Barton puis se retira des affaires et revendit ses participations à l'inventeur Elisha Gray. En 1872, Barton et Gray déménagèrent leurs bureaux dans Clinton Street, à Chicago, et immatriculèrent leur société en tant que Western Electric Manufacturing Company. Ils fabriquaient alors toute une gamme d'appareils, depuis des machines à écrire à l'éclairage en passant par les sonnette d'alarme, et ils étaient le fournisseur privilégié de la compagnie de télégraphe Western Union, à qui ils vendaient des relais.
En 1875, Gray revendit ses parts à Western Union, y compris le brevet de téléphone qu'il avait fait enregistrer, et qui était concurrent de celui d'Alexander Graham Bell. Le procès retentissant sur la paternité de l'invention qui opposa Western Union à Bell Telephone Company, s'acheva en 1879 sur le retrait de Western Union du marché de la téléphonie, et le rachat de Western Electric par Bell (1881).

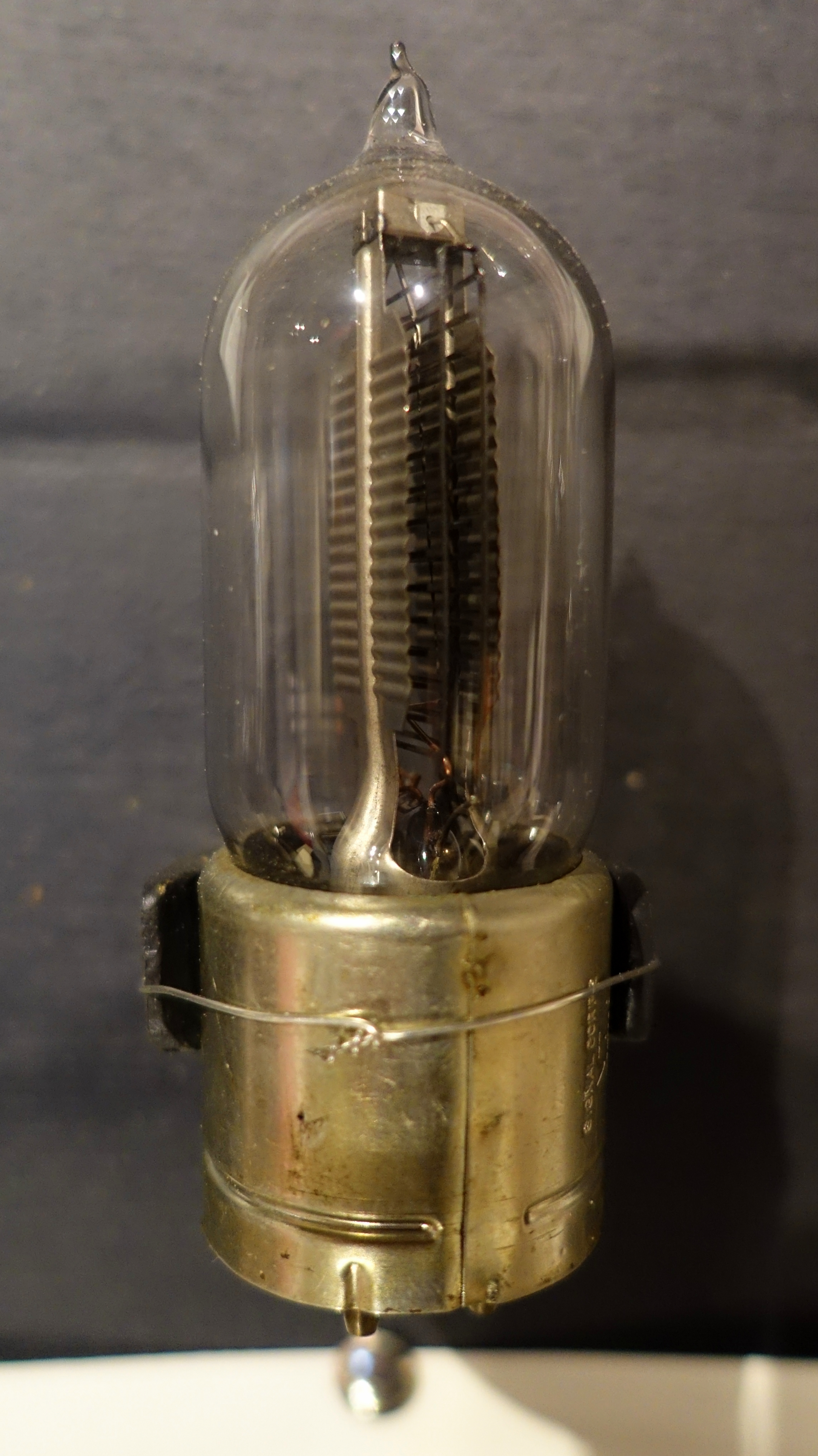
Une triode Western Electric de 1917.

Western Electric fut la première société américaine à investir dans un constructeur japonais : en 1899, elle entra à hauteur de 54% dans le capital de NEC. En 1901 Western Electric avait racheté sous un faux nez des participations dans son principal concurrent du moment, Kellogg Switchboard & Supply co., spécialisé dans les commutateurs téléphoniques, mais un procès la força à les revendre. La filiale de Bruxelles d’ITT commercialisait alors son nouveau système de commutation téléphonique rotatif sous licence Western Electric.
Dès les années 1890, Western Electric avait débordé du simple marché de la téléphonie en fournissant à ses clients des appareils électriques fabriqués par d'autres sociétés. Cette branche commerciale fut finalement détachée de Western Electric en 1925 et donna naissance à Graybar Electric Company. Les Laboratoires Bell étaient une co-entreprise de Western Electric et d’American Telephone & Telegraph.
La compagnie fut réputée pour les design très « pop art » de ses modèles de téléphones dans les années 1970 (appelée par les amateurs de design comme période du « space age »). Ces appareils figurent aujourd'hui dans nombre d'ouvrages, collections et expositions d'objets de communication et médias du XXe siècle.
Western Electric n’existe plus depuis 1985, car la Commission fédérale des communications, sous la présidence de Ronald Reagan, avait ordonné le démantèlement du groupe AT&T. 

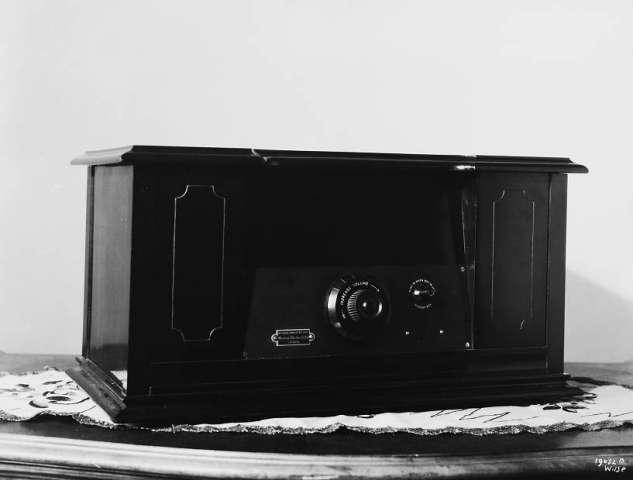
Poste radio de marque Western Electric (1925).